# 伴虎半尾花介
伴虎半尾花介（学名：Semicytherura panhui）为尾花介科半尾花介屬下的一个种。